# Penaeus vannamei
Penaeus vannamei, vaak ook Litopenaeus vannamei, is een tienpotigensoort uit de familie van de Penaeidae. De wetenschappelijke naam van de soort is voor het eerst geldig gepubliceerd in 1931 door Boone.

## Habitat en verspreiding
Oorspronkelijk is Penaeus vannamei afkomstig uit de oostelijke Grote Oceaan en komt voor van de westkust van Mexico tot aan de westkust van Peru. De soort leeft alleen in wateren die gedurende het hele jaar door boven de 20°C blijven.

## Commercieel belang
Voor Mexicaanse vissers was Penaeus vannamei altijd al een belangrijke soort, maar in de loop van de 20e eeuw is men begonnen deze soort op grote schaal te kweken, in eerste instantie in de Amerika's, maar later ook in Azië (met name China, Thailand, Vietnam en Indonesië) grotendeels ter vervanging van de inheemse Aziatische tijgergarnaal Penaeus monodon. Sinds 2004 is het de meest gekweekte garnalensoort ter wereld, dat jaar werd er naar schatting 1,116 miljoen ton van gekweekt. In 2022 was dit opgelopen tot 6,8 miljoen ton.
De soort wordt verhandeld onder namen als 'witte garnaal', 'witpootgarnaal' of 'Vannamei-garnaal'.